# Maria Szczepaniec
Maria Agnieszka Szczepaniec (ur. 20 stycznia 1971 w Lubniu) – polska prawniczka, specjalistka w zakresie prawa karnego, doktor habilitowany nauk prawnych, profesor nadzwyczajny Uniwersytetu Kardynała Stefana Wyszyńskiego w Warszawie, sędzia Sądu Najwyższego, członek kolegium Sądu Najwyższego.

## Życiorys
W 2003 na podstawie napisanej pod kierunkiem Zbigniewa Ćwiąkalskiego rozprawy pt. Przekroczenie granic obrony koniecznej motywowane strachem bądź wzburzeniem otrzymała na Wydziale Prawa i Administracji Uniwersytetu Jagiellońskiego stopień naukowy doktora nauk prawnych w zakresie prawa. Na podstawie dorobku naukowego oraz rozprawy pt. Teoria ekonomiczna w prawie karnym uzyskała na Wydziale Prawa Uniwersytetu w Białymstoku w 2013 stopień doktora habilitowanego nauk prawnych w zakresie prawa, specjalność: prawo karne.
Została profesorem nadzwyczajnym na Wydziale Prawa i Administracji Uniwersytetu Kardynała Stefana Wyszyńskiego w Warszawie w Katedrze Prawa Karnego.
W 2018 w trakcie kryzysu wokół Sądu Najwyższego w Polsce zgłosiła swoją kandydaturę na sędziego Sądu Najwyższego. 10 października 2018 prezydent Andrzej Duda powołał ją do pełnienia urzędu sędziego Sądu Najwyższego w Izbie Kontroli Nadzwyczajnej i Spraw Publicznych, gdzie mimo kontrowersji związanych z nominacją w trakcie kryzysu wokół Sądu Najwyższego rozpoczęła orzekanie.  
9 sierpnia 2022 została wylosowana do orzekania w Izbie Odpowiedzialności Zawodowej Sądu Najwyższego, 17 września 2022 wyznaczona przez Prezydenta RP do orzekania w Izbie Odpowiedzialności Zawodowej Sądu Najwyższego. 11 października 2022 została wyłoniona jako jeden z trzech kandydatów na stanowisko Prezesa SN kierującego pracą Izby Odpowiedzialności Zawodowej, którzy zostali przedstawieni Prezydentowi RP.  